# Leioscapheus laselvae
Leioscapheus laselvae är en insektsart som beskrevs av Roberts 1973. Leioscapheus laselvae ingår i släktet Leioscapheus och familjen gräshoppor. Inga underarter finns listade i Catalogue of Life.